# Arte románico en Cataluña

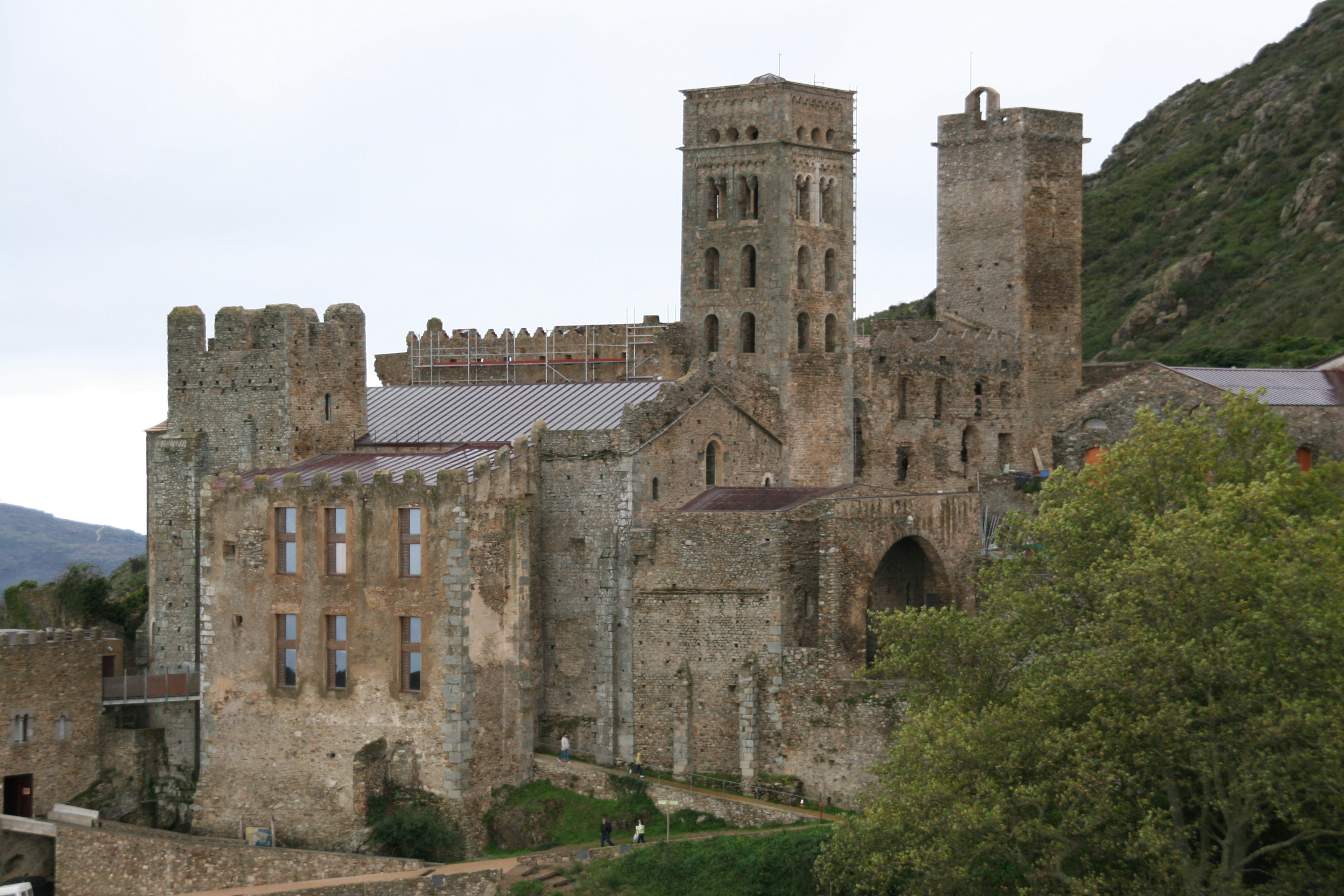
Monasterio de San Pedro de Roda.

El arte románico en Cataluña se introdujo en el siglo XI. Fue el primer románico de la península Ibérica y se extendió a lo largo de este siglo y del siguiente con un gran número de edificios sobre todo en las zonas comprendidas por las actuales provincias de Barcelona, Gerona y norte de Lérida. Tiene unas características propias y particulares y se considera como uno de los patrimonios más importantes del románico europeo. La rápida difusión del estilo románico se debió a los condes catalanes que fueron recuperando de manera progresiva su independencia respecto al imperio carolingio y ganando fuerza y terreno a los reinos islámicos. Los obispos recuperaron las distintas sedes, y las comunidades benedictinas ayudaron también a la presencia de este arte en un amplio proceso de repoblación que tuvo su inicio a partir de la desaparición de la hegemonía musulmana en Cataluña.

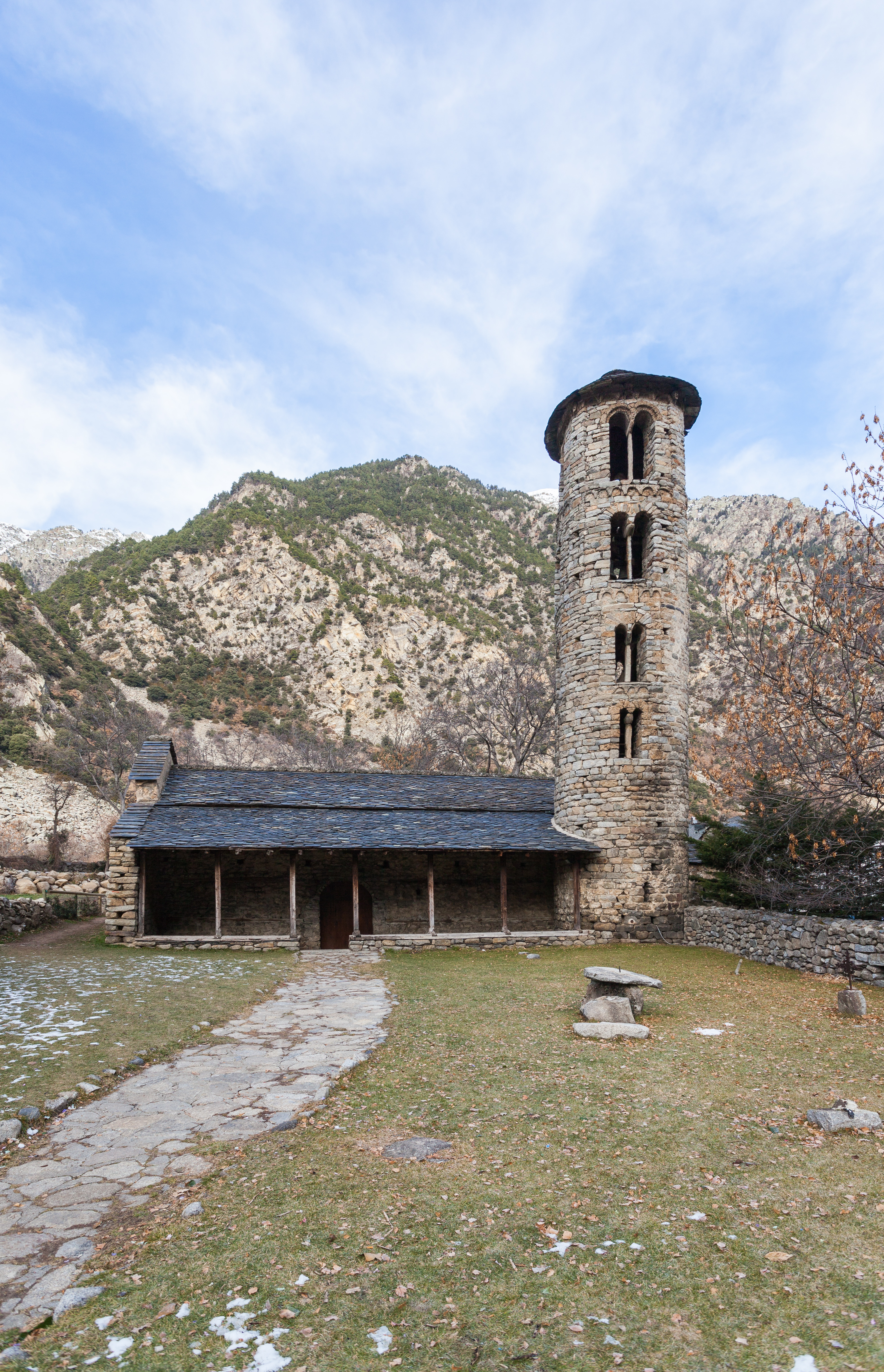
Santa Coloma de Andorra

La fundación del monasterio benedictino de San Pedro de Roda en Gerona cuya consagración fue en 1022 y su gran riqueza decorativa se considera como un gran adelanto en lo que sería el arte románico de los siglos venideros. En este monasterio, sobre todo en su iglesia, se unió el tradicional estilo carolingio con el recién importado románico de los primeros años del siglo XI. El edificio aunque ruinoso en la actualidad, se muestra grandioso y continúa siendo el ejemplo principal para el estudio del grupo de monumentos románicos conservados en la comarca histórica del Rosellón. Estructuras y elementos parejos con este monasterio se encuentran en los edificios de Sant Andreu de Sureda, en Vallespir en los Pirineos Orientales, en la catedral de Elna y en Sant Genís les Fonts también en Vallespir. Estos ejemplos son testimonios de los comienzos de la arquitectura románica en Cataluña, antes de la generalización de las obras lombardas, obras que suponen la característica por excelencia del románico catalán.
Diferentes grupos compuestos por estos constructores lombardos desarrollaron una gran actividad desde los primeros años del siglo XI. A lo largo de unos veinticinco años levantaron iglesias bastante semejantes entre sí por todo el territorio catalán. La planta de estas iglesias suele tener una o más naves. Cuando es más de una se separan por pilares. Tienen también crucero. Las naves están abovedadas y se decoran con fajas lombardas. Las torres correspondientes se construyen casi siempre aisladas y son de planta cuadrada aunque hay alguna cilíndrica como la de Santa Coloma de Andorra.

## Arquitectura

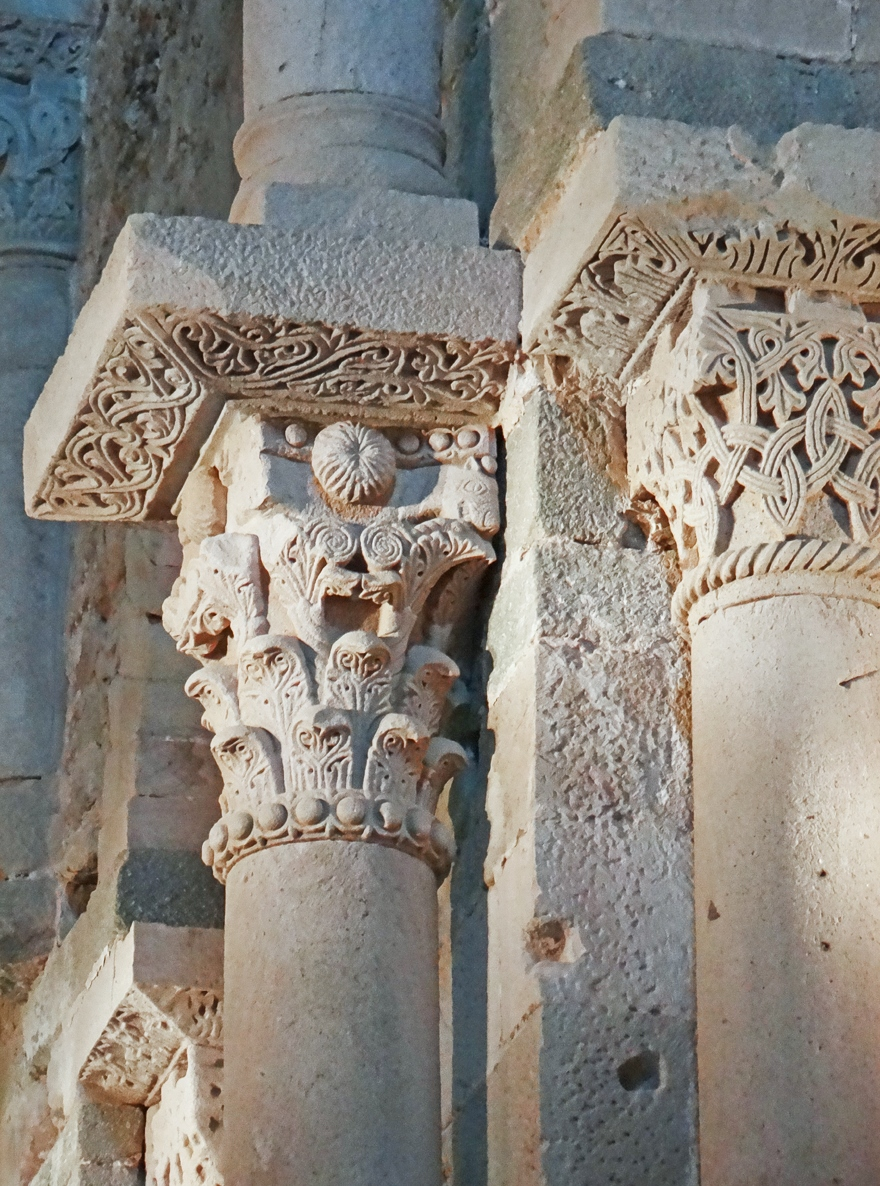
Capiteles y basas de tradición califal en San Pedro de Rodas

Los primeros tiempos de la arquitectura en Cataluña se vieron en gran medida influenciados por el arte carolingio y el árabe de la península ibérica. De este último dan testimonio múltiples capiteles y elementos decorativos claramente califales. Pero es quizás la influencia lombarda la característica más destacable (sobre todo en el primer cuarto del siglo XI) frente a las diferentes escuelas que se iban extendiendo por el resto de la península. Se advierte en estos primeros años una gran actividad arquitectónica por parte de los grupos compuestos de maestros y canteros lombardos que trabajan por todo el territorio catalán, erigiendo templos bastante uniformes. El gran impulsor y difusor (así como patrocinador) de este arte fue Oliba, monje y abad del monasterio de Ripoll, que en 1032 mandó que se ampliase este edificio con un cuerpo de fachada donde se levantaron sendas torres, más un crucero donde se incluyeron siete ábsides, todo ello decorado al exterior con ornamentación lombarda de arquillos ciegos y fajas verticales. Las edificaciones suelen ser de una o más naves abovedadas, separadas por pilares; a veces llevan la construcción de un pórtico y siempre en el exterior se ve la decoración de arquillos ciegos, esquinillas y lesenas (franjas verticales). Las torres correspondientes son especialmente bellas; unas veces van unidas al edificio y otras exentas, con planta cuadrada o excepcionalmente cilíndrica como la de Santa Coloma de Andorra.
Construcciones lombardas

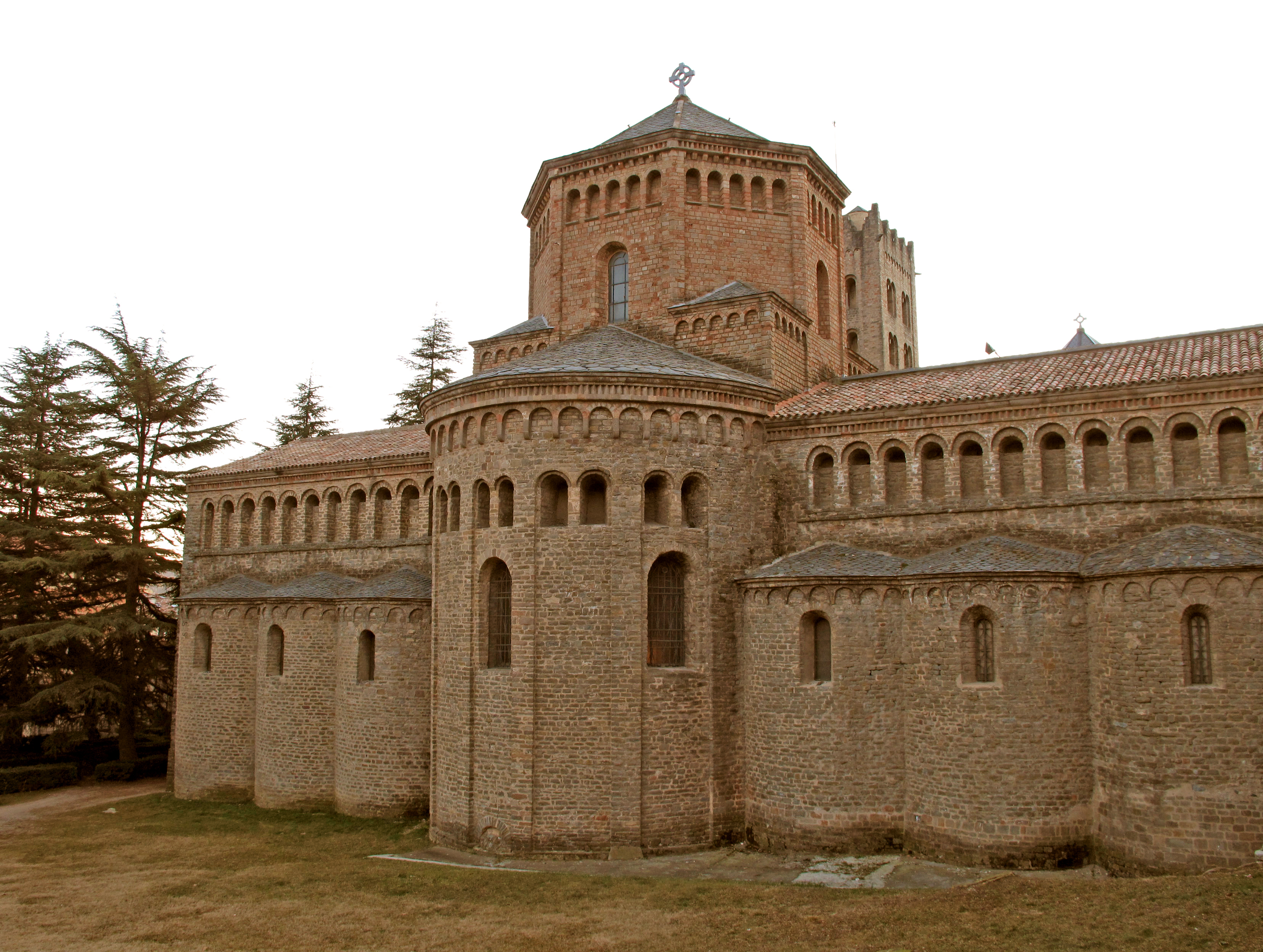
Ábsides con deccoración lombarda en Santa María de Ripoll

La zona pastoral del abad Oliba fue la más poblada en monumentos de tipología lombarda, pero pronto se extendió por otras diócesis. En Gerona se conservan las iglesias de Palau Sabardera, Rosas, Colera, Cruïlles, San Daniel y alguna más.
En el obispado de Barcelona se encuentran las iglesias lombardas de Barberá del Vallés, Tarrasa y Sant Ponç de Corbera. Después se observa una gran extensión pirenaica empezando por Andorra, la iglesia Santa María de Mur, Ponts, Coll de Nargó, San Pedro de Burgal, Sant Pere de Sorpe, Tredós y San Saturnino de Tabérnolas.
En el siglo XII persisten las obras de tipo lombardo cuya influencia puede apreciarse en la catedral de Urgel en cuyos archivos relacionados con su construcción puede leerse que en 1175

«...se compromete a edificarla Raimundus Lombardus, con cuatro lombardos»

También se aprecia la misma influencia en Santa María de Bérgamo y en San Miguel de Pavía.

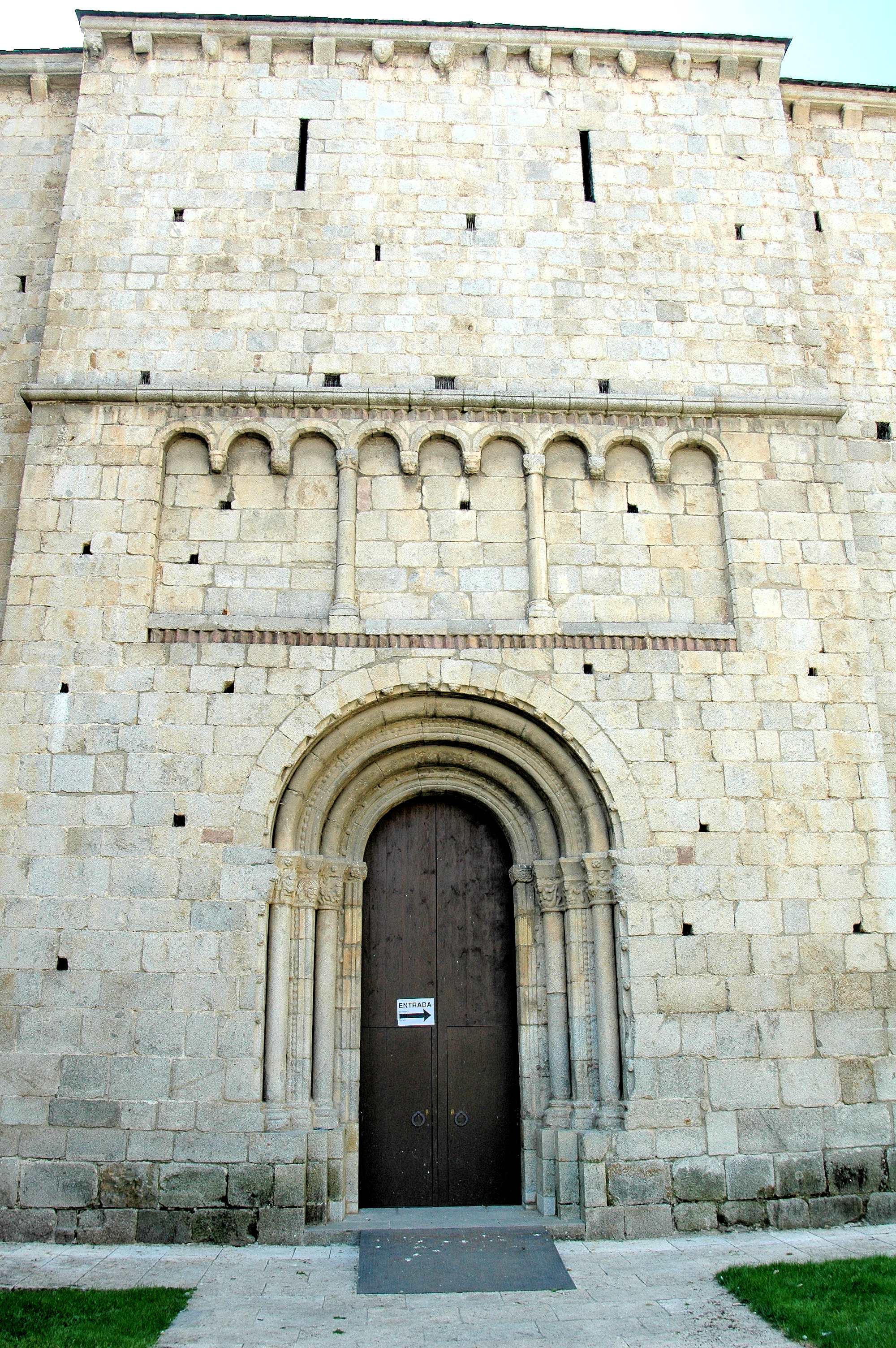
Fachada lateral de la seo de Urgel con arcos lombardos

Desde principios del siglo XII Cataluña entró en el románico pleno.
En este periodo las construcciones religiosas tienen carácter monumental y se ven favorecidas por las formas decorativas de la escultura y la pintura, que adquieren una gran vitalidad en portadas y claustros. El arte románico catalán se vio impulsado por un gran aire innovador sobre todo en los condados orientales a cuyos territorios no había llegado todavía la renovación o construcción de los primeros tiempos, y también en el interior de los valles pirenaicos. Para llevar a cabo este gran movimiento renovador de construcción llegaron de distintos puntos equipos de profesionales: Del norte de Italia, llegaron con sus ideas y decoraciones lombardas, acompañados además de artistas pintores que llenarían las iglesias con sus obras maestras de pinturas al fresco. De Provenza y Languedoc llegarían equipos acostumbrados a trabajar la piedra, con lo cual el sentido ornamental recuperó su importancia y tomó un vigor desconocido con la influencia de los talleres tolosanos que se pusieron en contacto con los talleres del Rosellón.
Todo este desarrollo artístico no habría podido ver la luz sin un cambio en la política y en la historia de Cataluña. La ampliación de los condados en tiempos de Ramón Berenguer III (1096-1131) supuso un cambio importante en política y economía y como consecuencia también en la organización de la Iglesia que a partir de ese momento promovió la reforma. Se restableció la sede metropolitana de Tarragona, se establecieron las órdenes religiosas del Hospital (1110), del Temple (1130), del Santo Sepulcro (1150), y aparecieron las grandes fundaciones cistercienses de Poblet (1149) y Monasterio de Santes Creus (1160).
Los primeros efectos renovadores surgieron entre los condados de Besalú, Ampurias y Gerona. Esta zona se había mantenido impenetrable al impacto lombardo de los primeros tiempos. Las construcciones son de planta basilical, unas veces con crucero y otras sin él, la mayoría con una nave única cubierta de bóveda de cañón, otras veces con tres naves en cuyo caso las naves laterales se cubren con bóvedas en cuarto de círculo que descansan en pilares de base rectangular.

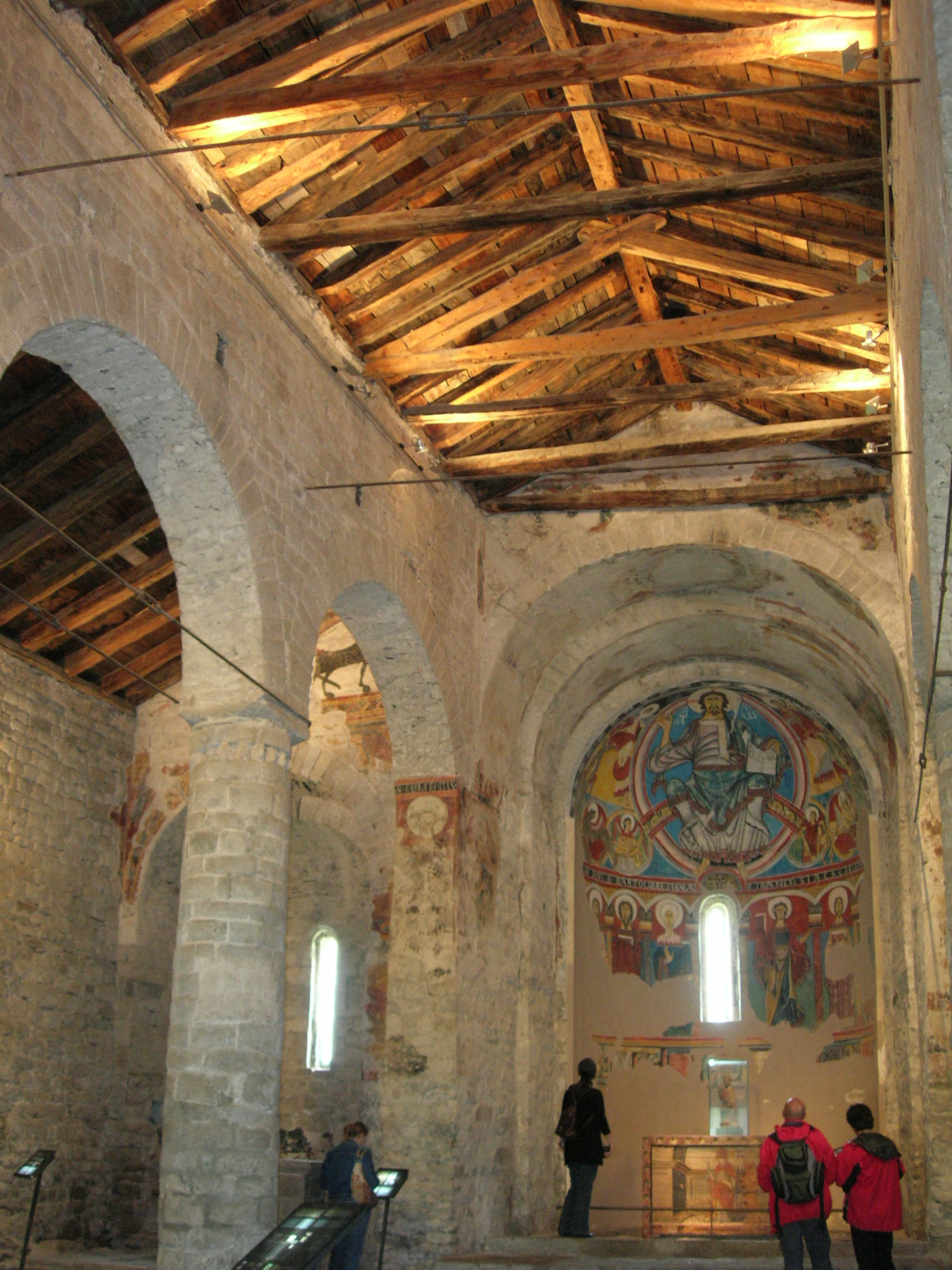
Interior de San Clemente en el valle de Boí. Cubierta de madera a dos aguas

En la misma época tuvo lugar la modificación de iglesias en los valles del Pirineo pertenecientes al obispado de Urgel. Se trata de una zona donde no había llegado tampoco la innovación lombarda del periodo anterior. En muchos puntos subsistían iglesias que a penas se tenían en pie y en otros ni siquiera se habían construido. Proliferó la construcción de nave única de tipo basilical con cabeceras simples. Es excepcional la transformación de las iglesias del valle de Boí donde trabajaron unos constructores lombardos que cubrieron las naves a dos aguas con estructura de madera, respetando absolutamente las viejas tradiciones de esta región.
En las regiones interiores de Cataluña y en la zona occidental se conservaban en este siglo las características de la corriente lombarda anterior con nave única cubierta de bóveda de cañón (que empieza a ser apuntada) y tres ábsides que en el exterior mantienen las arcuaciones ciegas de ornamentación lombarda, aun cuando se van añadiendo elementos nuevos. Una novedad importante consistió en la estructura del muro que pasó de la talla tosca a estar esculpida y pulimentada por artífices profesionales que disponían de su propio taller en lugar de trabajar a pie de obra como en tiempos anteriores. Estos tallistas demostraron ser verdaderos artistas y maestros en el oficio de trabajar la piedra y hacer esculturas. Al principio se dedicaron tan solo a las ménsulas de las cornisas y al poco tiempo ya se les vio tallando en ventanas, rosetones, portadas, capiteles y tímpanos. La decoración de los numerosos claustros que van surgiendo se hizo prolífera. Los capiteles de las columnas se vieron enriquecidos con temas historiados, producto de la gran imaginación de estos maestros.

### Los claustros románicos catalanes del siglo XII

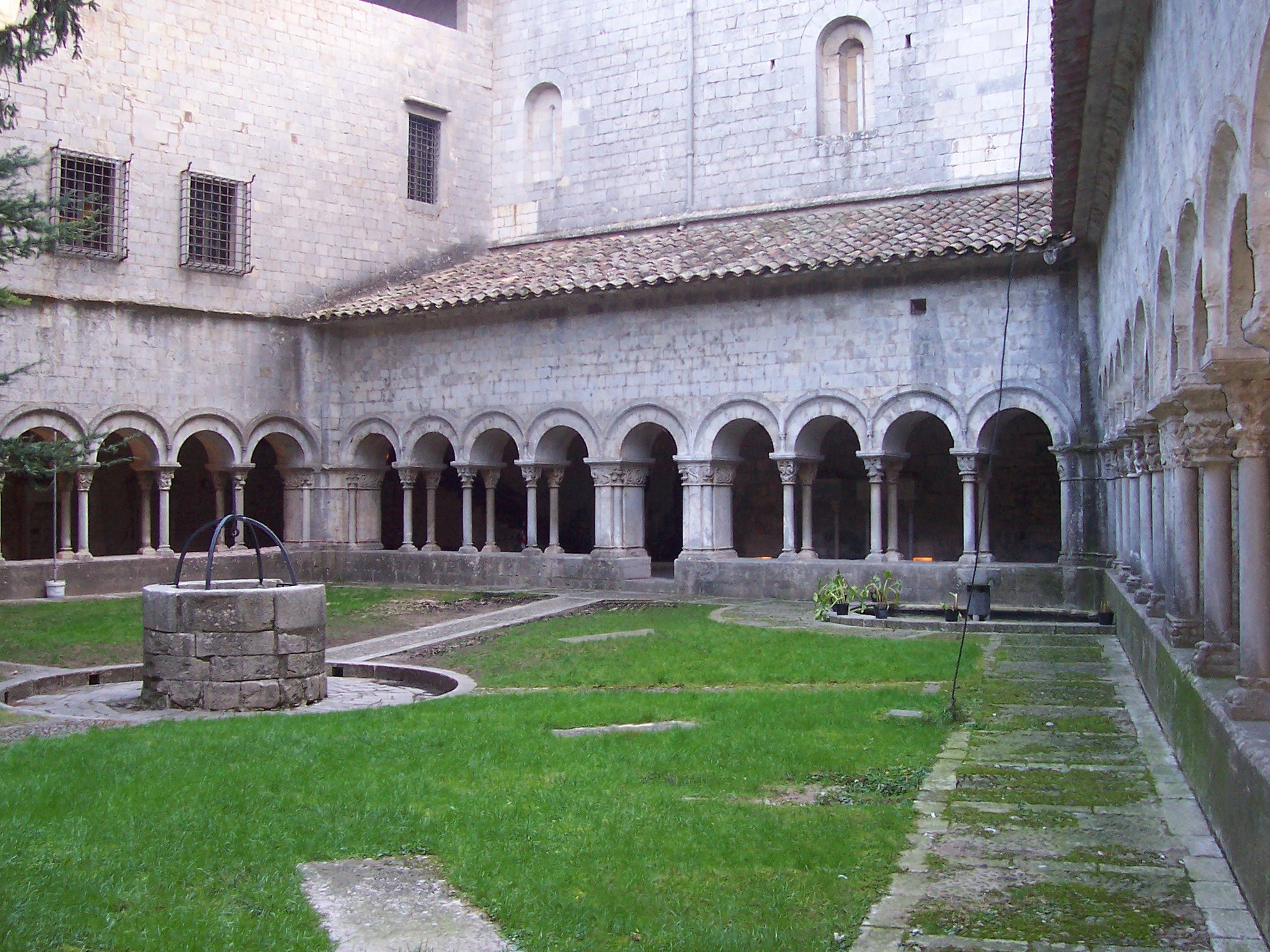
Claustro de la catedral de Gerona.

Cataluña es la región española donde se conserva mayor número de claustros, algunos de dimensiones enormes. El más antiguo es el de la catedral de Gerona. Los claustros catalanes apenas se distinguen unos de otros en cuanto a su arquitectura con características iguales o muy parecidas. Dentro de los claustros románicos pueden advertirse ligeras diferencias cuando se trata de claustros pertenecientes a monasterios benedictinos o monasterios de canónicos agustinos o los cistercienses. Los espacios se edificarán de acuerdo con sus normas y necesidades, siempre sin salirse de un modelo común implantado desde el principio por Cluny. Es importantísimo en la ornamentación de estos claustros el trabajo de escultores locales que dejan sus obras (y a veces su firma) en los capiteles. Serán los capiteles y sus temas los que realmente hagan que se diferencien unos claustros de otros.

### Arquitectura civil y militar románica

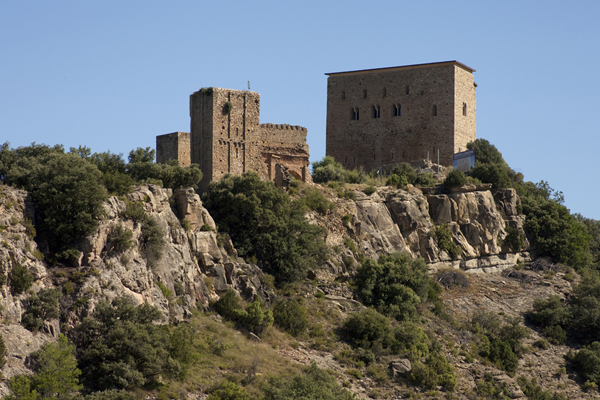
Ruinas del castillo de Llordá

La arquitectura civil y militar románica que ha podido llegar hasta nuestros días está en gran inferioridad respecto a la arquitectura religiosa. Apenas si quedan rastros de aquellas construcciones habidas en los siglos XI y XII; algunas descripciones se han podido hacer gracias al testimonio escrito.
Quedan unas pocas ruinas de defensas militares que pueden dar constancia de lo que se edificó en aquellos tiempos. De edificios civiles quedan restos parciales. De los nuevos núcleos de población que llegaron a constituir a veces auténticas ciudades no queda ni un solo rastro de callejas y viviendas y es preciso hacerse suposiciones al respecto a la vista de los ejemplos más tardíos de los siglos XIII y XIV. Serían seguramente poblados con calles estrechas y retorcidas, con mucha construcción en madera y con un castillo o torre de defensa en el punto más elevado.
Algunos ejemplos
Los restos románicos más importantes que se conservan son los integrados en la construcción gótica del Palacio Real Mayor de Barcelona. Allí puede verse una parte considerable de lo que fue la residencia románica que tenía tres pisos, el inferior con dos naves cubiertas de bóveda de cañón corrido. Los otros dos tenían vanos de dos o tres arcos apoyados en columnillas, presentando el mismo aspecto que el de las torres lombardas.

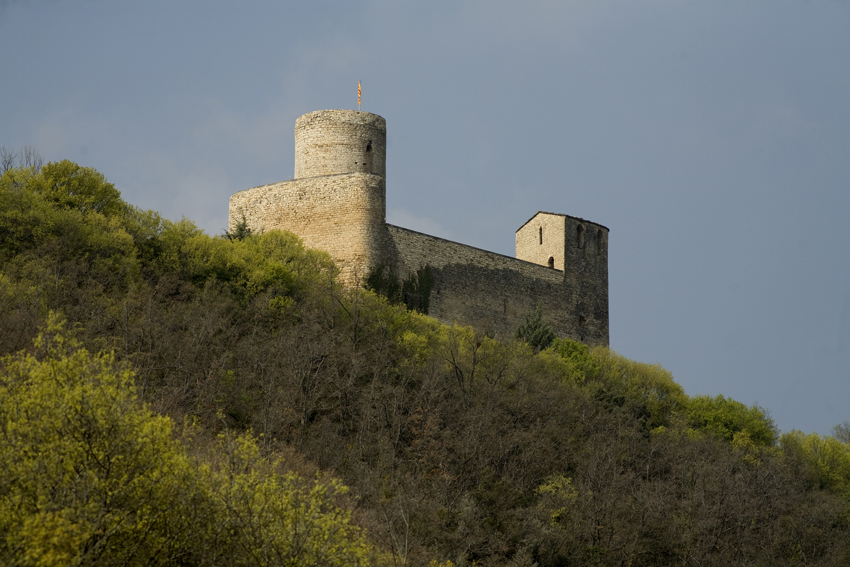
Castillo de Mur

Resisten el tiempo algunos castillos de los siglos XI y XII, en mal estado de conservación como el Castillo de Llordá y el de Castillo de Mur; también hay construcciones que fueron mansiones señoriales, como el Castell Vell de Solsona, que era la vivienda de los vizcondes encargados de defender la ciudad. Este castillo controlaba la entrada más importante llamada Portal Mayor (en la actual Plaza del Ángel). O como el de Zuda de Lérida. Hubo en el condado de Barcelona casas señoriales que no alcanzaban la categoría de palacios, casi todas con una construcción de arquería en la planta baja: Besalú, Santpedor, Vich y  Vilafranca de Conflent.

## Escultura en los siglos XI y XII
Los estudios y trabajos realizados por los historiadores Félix Hernández y Georges Gaillard sobre la influencia de maestros escultores mozárabes en la Marca Hispánica hacia el año 1000 fueron decisivos para la comprensión de una serie de relieves realizados en distintas iglesias pirenaicas del Rosellón. Todos estos relieves salieron de los talleres de escultura del Rosellón que extraían su característico mármol rosado, de una calidad excepcional, sin poros ni defectos, de las canteras de Arles-sur-Tech, en el departamento francés de Pirineos Orientales. A la vista de las investigaciones y estudios de dichas obras, los historiadores han llegado a la conclusión de que sus primeros autores fueron maestros llegados del sur de la península que aportaron su tradición mozárabe. Los encargos tuvieron lugar a lo largo de dos siglos, evolucionando las técnicas y las modas y enviando a uno y otro lado del Pirineo los capiteles y demás elementos decorativos.

### Obras de los talleres del Rosellón en los primeros tiempos del románico

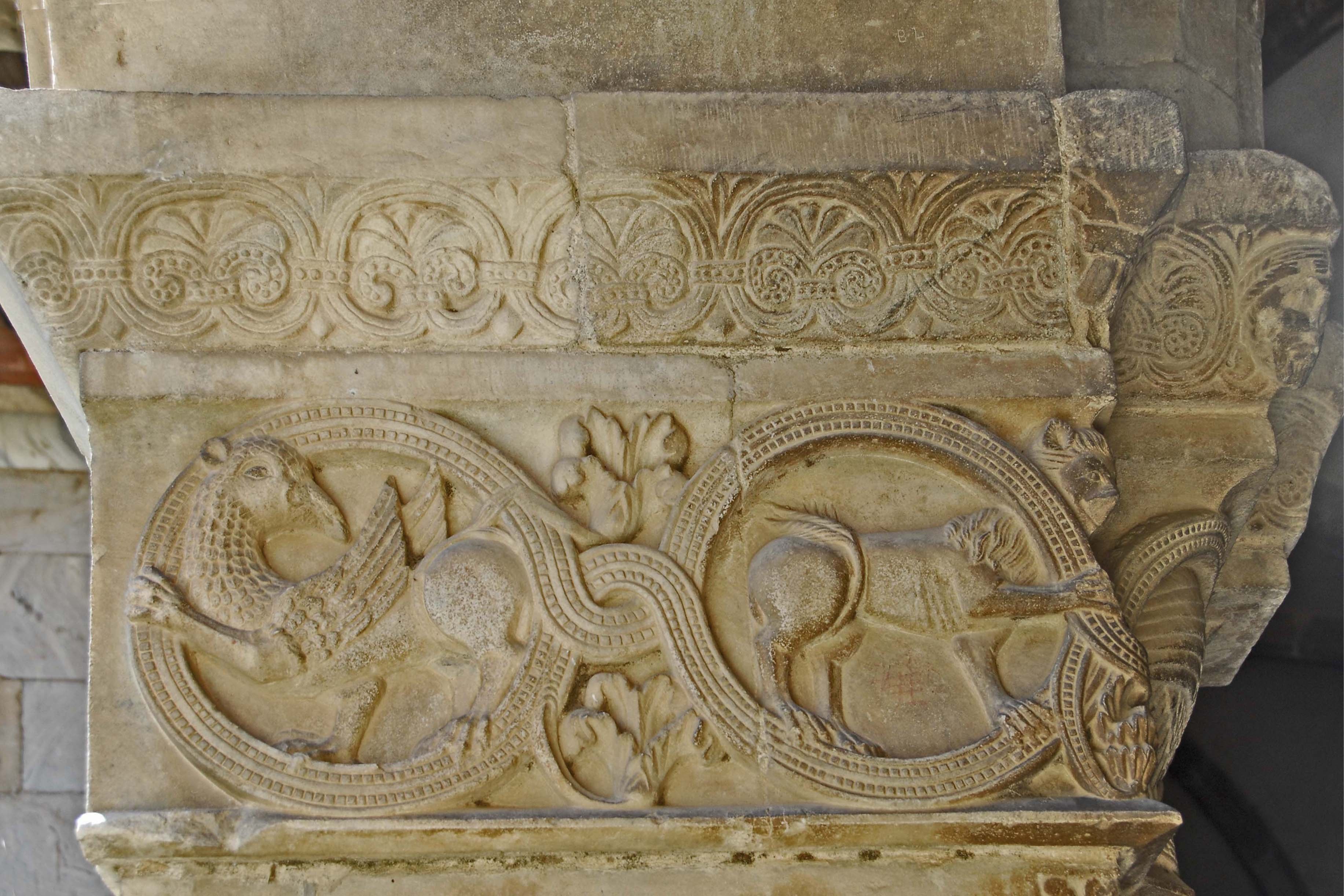
Capitel del claustro de Elna

Una de las obras más conocidas es el dintel de mármol rosado de la puerta del monasterio de San Genís en la localidad francesa de Sant Genís de Fontanes, que tiene una inscripción con la fecha de 1020 de la era cristiana.
Pertenecen al mismo taller los capiteles de Ripoll, San Pedro de Roda, San Miguel de Fluviá y San Julián de Corts en Cornellá de Terri, todos ellos románicos pero con influencia mozárabe. Muy cerca de San Genís se encuentra el pueblecito de Sureda con su iglesia de San Andrés perteneciente al antiguo monasterio, cuyos dintel y frisos se ajustan a la misma escuela. Los temas son también comunes, con el Todopoderoso dentro de una mandorla y acompañado de ángeles y serafines, apóstoles y profetas. En la Iglesia de Arles también existen testimonios de estos talleres, en una mesa de altar, una pila de bautismo, una ventana y el propio tímpano (1040) cuyos adornos están emparentados con las otras iglesias ya descritas.
La catedral de Elna (1042-1057) tiene también esculturas provenientes de los talleres de Arles. Los capiteles, tanto de la iglesia como del claustro son obra de influencia oriental en que el artista disfruta tallando toda serie de animales exóticos que muy bien podrían proceder de Mesopotamia.

### Maestros escultores del siglo XI
En los primeros tiempos del románico resaltó un grupo de escultores que dejaron tras de sí una importante y valiosa obra. Es posible que estos escultores estuvieran asociados y que trabajaran en un taller común cercano a las canteras.

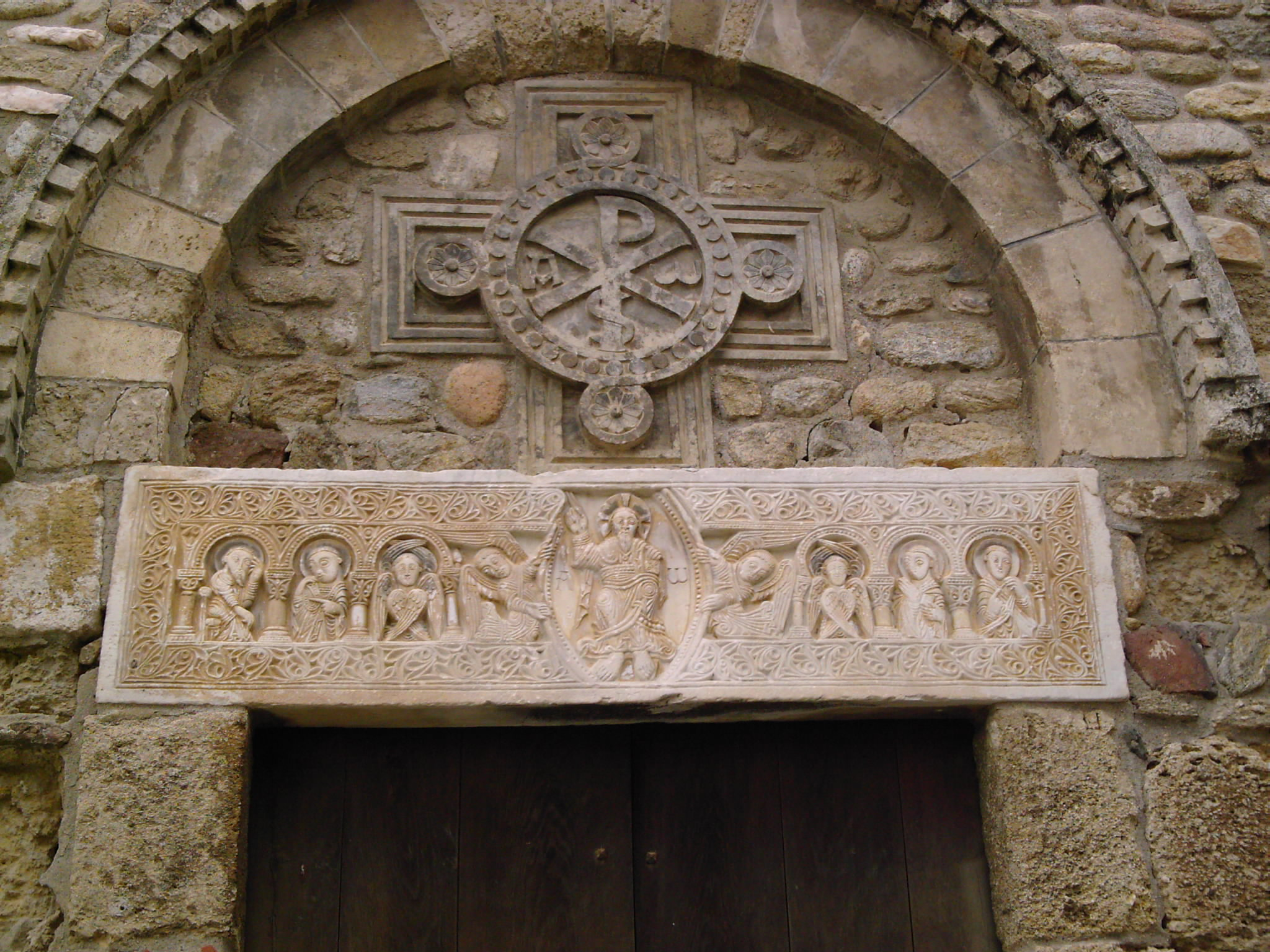
Dintel de mármol de san Andrés de Sureda.Maestro de san Genís

- Maestro de San Genís, considerado como de los mejores escultores del siglo XI, autor del dintel de mármol descrito anteriormente. Está fechado en 1021. Trabajó también en el pretil de mármol del ventanal de la fachada de Sant Andreu de Sureda.Dintel de mármol de san Andrés de Sureda.Maestro de san Genís El relieve muestra ángeles músicos, serafines y símbolos con adornos de hojarasca entrelazada de gran belleza y originalidad, con un estilo muy personal. Esculpió también los capiteles corintios y los cimacios de San Pedro de Roda. El conjunto de su obra demuestra una gran formación profesional con un gran aporte personal de originalidad. Es posible que este maestro creara o dirigiera un taller donde trabajaran distintos maestros. Su ubicación podría estar en algún lugar del Rosellón y cercano a alguna de las abundantes canteras de caliza marmórea cerca del Pirineo.[14]

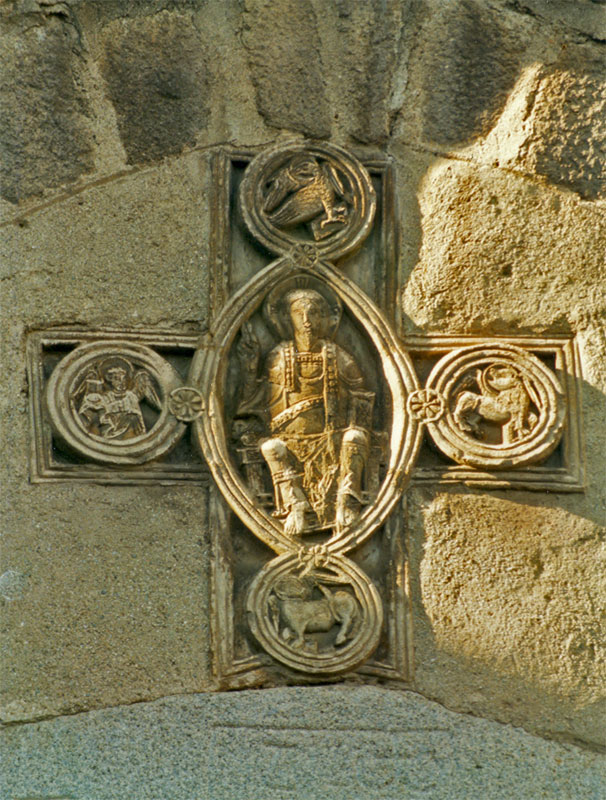
Detalle de la puerta de entrada de la Abadía de Santa María de Arles

- El segundo maestro demuestra un estilo con otro tipo de influencia cuyo origen puede adivinarse en San Ambrosio de Milán. Esculpió una serie de capiteles con decoración de trenzados intercalando cabezas y monstruos.[15]
- El tercer maestro se cree que fue discípulo directo del de San Genís. Se aprecia en su obra un desinterés por utilizar el biselado. Se le atribuye el relieve empotrado de la puerta principal de Santa María de Arles del Tec (Arles-sur-Tech).[13]
- El cuarto maestro es considerado como el autor de la mesa de altar de la iglesia de Sureda, trabajada con finísimo bisel.[13]

### Los talleres en el siglo XII
Los escultores que trabajaron en estos talleres siguieron en plena actividad a comienzos del siglo XII hasta llegar a la época ascética de la moda del císter que eliminó toda iconografía esculpida. Los relieves de la puerta de la iglesia del Monasterio de San Miguel de Cuixá y del pórtico-tribuna de la Abadía de Santa María de Serrabona en Boule-d'Amont, representan una segunda etapa de estos talleres de marmolistas. La puerta de Cuixá pertenecía al claustro y fue después trasladada a la casa del abad. En las jambas están representados Pedro y Pablo, al más puro estilo mozárabe.

### Maestros escultores del siglo XII

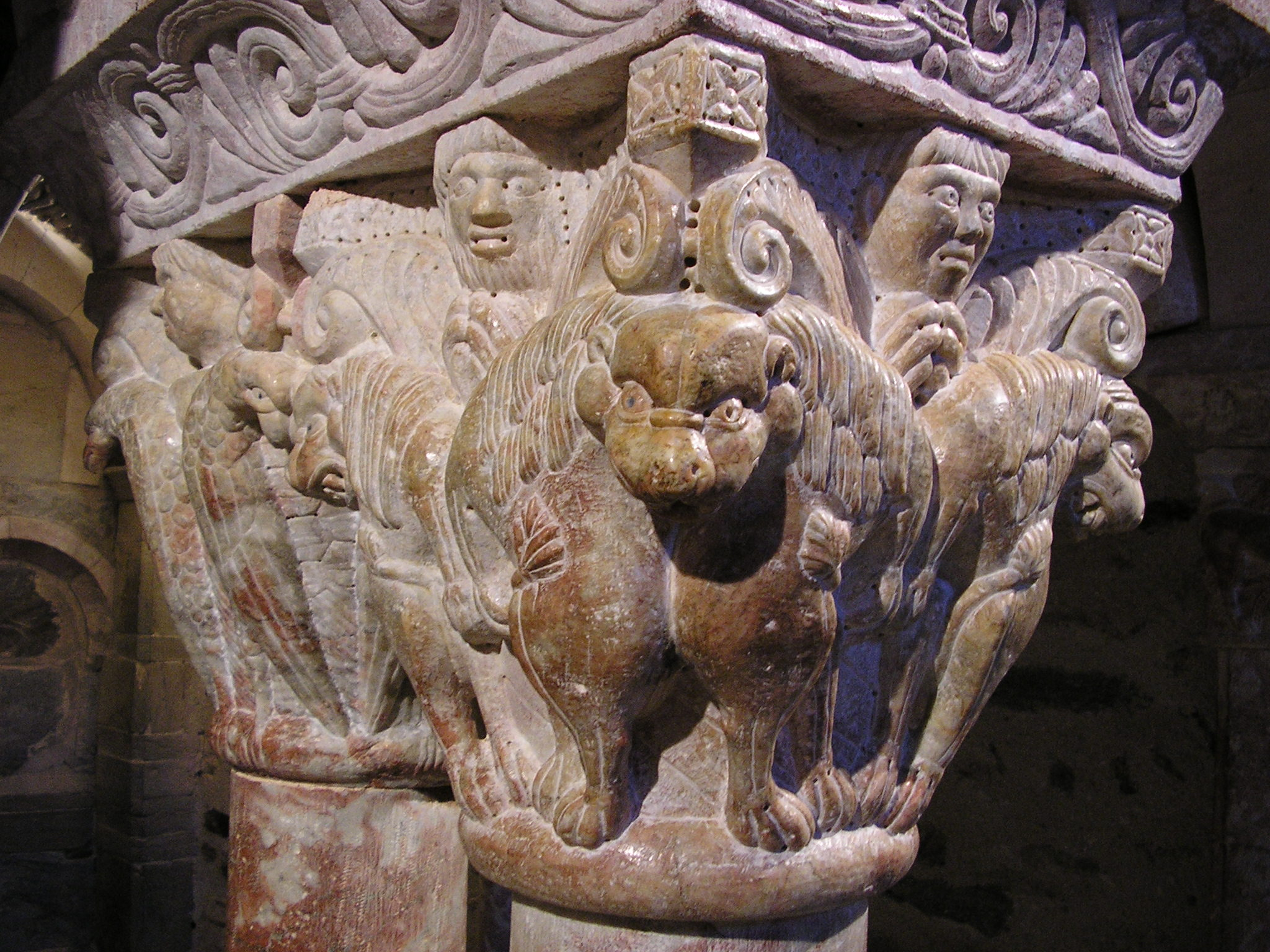
Detalle de uno de los capiteles de la tribuna de la abadía de Santa María de Serrabona.

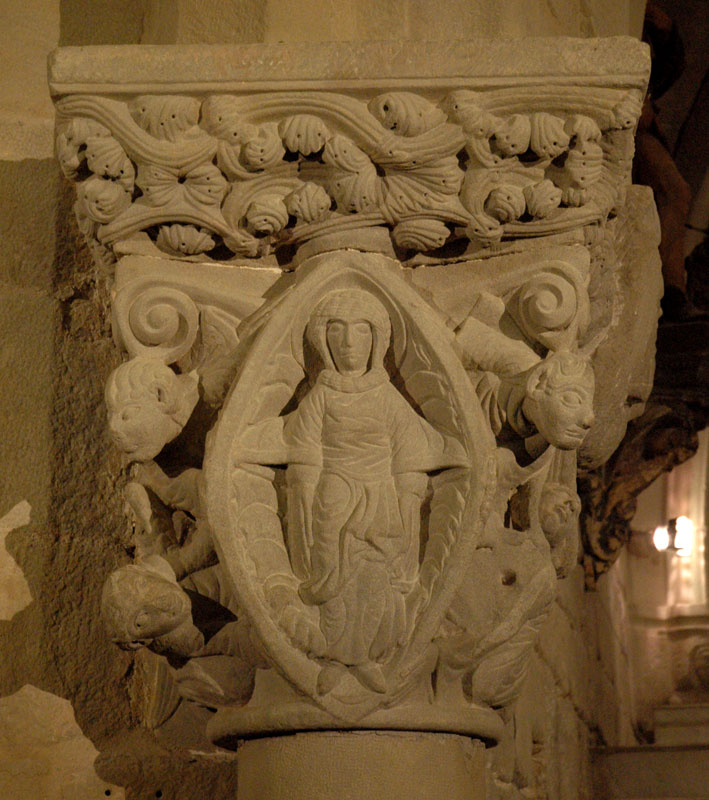
Capitel de la Iglesia de Rieux-Minervois. Maestro de Cabestany

- Maestro de Cabestany, autor del tímpano de la iglesia de esta localidad (Cabestany). Figura entre los grandes maestros europeos del siglo XII. Se sabe que su trabajo se extendió por amplias zonas de Francia y España. Sus características más especiales son el concepto del espacio y la intensidad expresiva de sus personajes. Es autor de los relieves de la portada principal de San Pedro de Roda cuyo magnífico relieve de Jesús con Pedro en la barca se guarda en el Museo Federico Marés de Barcelona.Capitel de la Iglesia de Rieux-Minervois. Maestro de Cabestany La representación de las aguas y los peces se considera como obra arcaizante genial. Trabajó en lugares muy dispares como el pueblo francés de Saint-Hilaire en el departamento de Aude, donde se conserva un sarcófago en mármol del primer obispo de Carcasona, San Hilario, y en Errondo (Navarra) de donde procede una portada; también en la Iglesia de Rieux-Minervois hay huella de su obra en un capitel de la Asunción.[17]

- Maestro de Serrabona, considerado así mismo como uno de los grandes escultores europeos de la primera mitad del siglo XII. Sus esculturas muestran un gran vigor expresivo. Es el autor de la decoración de la tribuna de la iglesia de Serrabona.[16]
- Otros escultores procedentes de estos talleres trabajaron en monumentos como la iglesia de Cornellá de Conflent cuyo tímpano de la portada es todo un ejemplo de perfección.[18]

## Pintura

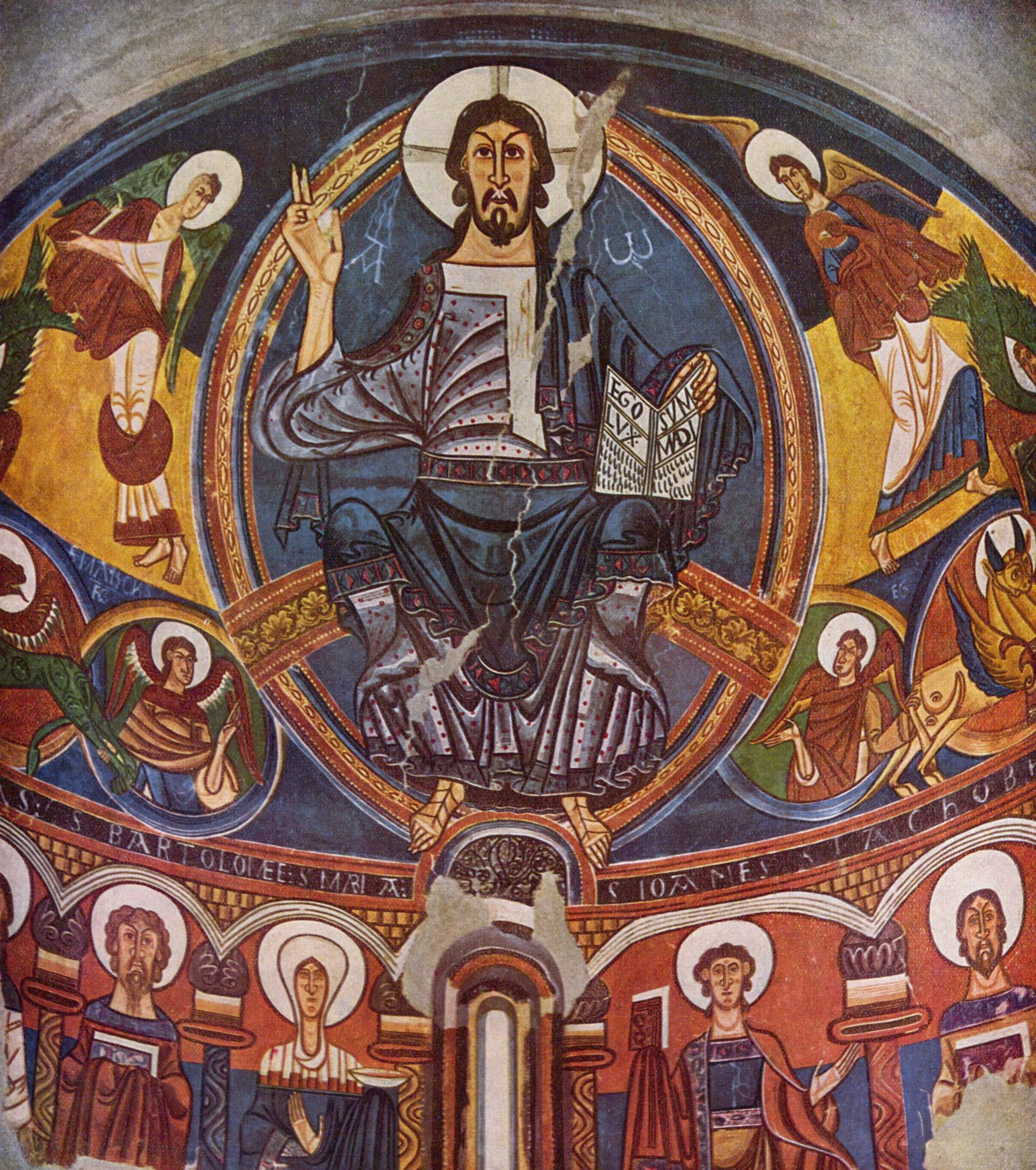
Pantocrátor de Sant Climent de Tahull.

El estudio de la pintura románica en Cataluña llevado a cabo en los últimos años del siglo XX ha obligado a ir modificando el esquema de datos históricos, teniendo en cuenta las nuevas aportaciones de los investigadores. El estudio está integrado por los diversos campos en que se mueve la pintura: manuscritos iluminados, pintura mural, pintura sobre tabla e imaginería policromada.
No se conservan muchos manuscritos iluminados pero el número alcanzado que ha llegado intacto hace presumir la existencia de numerosos escritorios o scriptoria que producirían obras muy dignas e importantes, desde una primera etapa hasta el periodo gótico. Las pinturas murales son lo más representativo de este arte en Cataluña. Son obras que se ciñen estrictamente al espacio donde se desarrollan, ya sean paredes, ábsides, columnas, etc. Aunque parte de esta obra se ha perdido por diversas causas, ha llegado a nuestros días un gran número de ellas; algunas se conservan in situ en las iglesias y otras fueron trasladadas a los museos donde pueden custodiarse mejor.
La imaginería prosperó en época románica y a su lado los talleres de pintura que la decoraban. Ésta es quizás la obra artística peor conservada debido a los retoques y restauraciones de que fue objeto a través de los siglos y que en la mayoría de los casos fue la causa de que perdieran su original y brillante policromía. El Pantocrátor, la Crucifixión, María con el Niño en su regazo, Apóstoles y símbolos evangelistas son los temas preferidos que se repiten por todas las zonas.

## Orfebrería y bordados

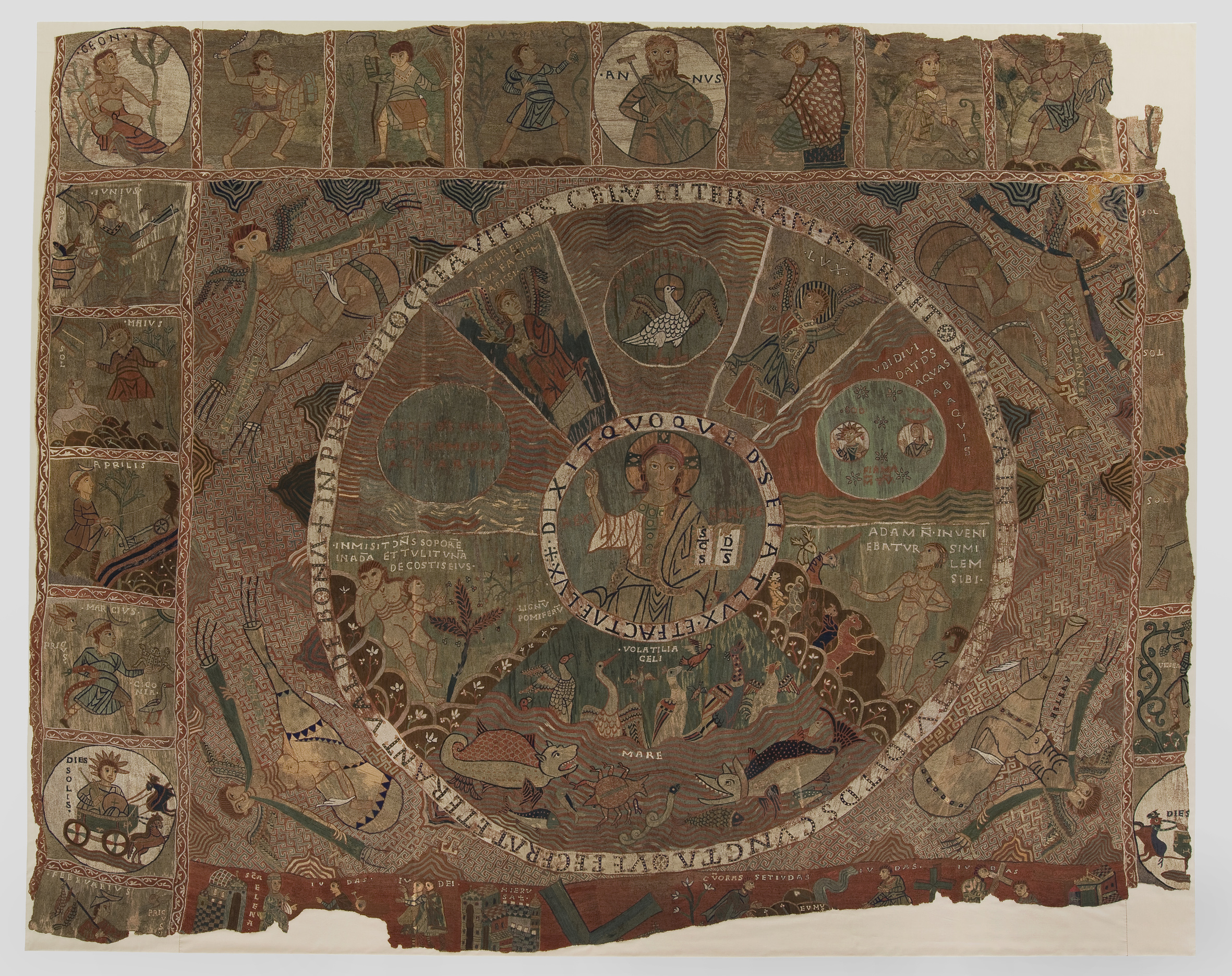
Tapiz de la creación

Como complemento a la arquitectura, escultura y pintura románicas surgieron las artes suntuarias de orfebrería y bordados. Los artistas trabajaban en sus talleres elaborando con la forja los accesorios de culto. Se fabricaron cruces, vasos sagrados, cofres, etc. Por su parte los talleres de bordados se dedicaron a los ropajes litúrgicos, rivalizando en muchas ocasiones con los fabricantes de ricos tejidos. Se conocían estas obras como pintura a la aguja por su calidad técnica y artística. Se conservan tres ejemplares de cierta relevancia: Estandarte de Sant Oth, firmado por Elisava; frontal de altar de la catedral de Urgel.; tapiz de la Creación de Gerona, una joya artística en bastante buen estado de conservación.
En cuanto a la indumentaria, son muy pocos los ejemplares existentes en el presente; se pueden dar los siguientes ejemplos: Dos capas pluviales de la catedral de Urgel; una mitra de San Bernardo Calvó; vestimentas litúrgicas incompletas. La calidad de los tejidos es remarcable y valiosa en especial la seda oriental o hispanoárabe.

## Del románico al gótico
Los últimos años del románico catalán supusieron una extensa y floreciente creación. Los dos ejemplos representativos son los de las catedrales de Lérida y Tarragona cuya transición al gótico no empaña los elementos constructivos que representan todavía el estilo románico. Ambas catedrales se cubren con bóveda gótica de crucería pero sus ábsides son todavía de traza románica y sus portadas alcanzan la más bella factura de un arte románico que, aunque tardío, está en pleno esplendor. Esta actividad constructora se corresponde con una etapa de expansión territorial hacia occidente y sur de Cataluña y con la consolidación de la organización condal y monárquica que tiene lugar hacia la mitad del siglo XII. En pleno siglo XIII la expansión se volcará hacia el sur del río Ebro y hacia el Mediterráneo, en época de Jaime I. Ésta es también la época del florecimiento del Císter que deja en los monasterios y sus iglesias una creación de características propias.

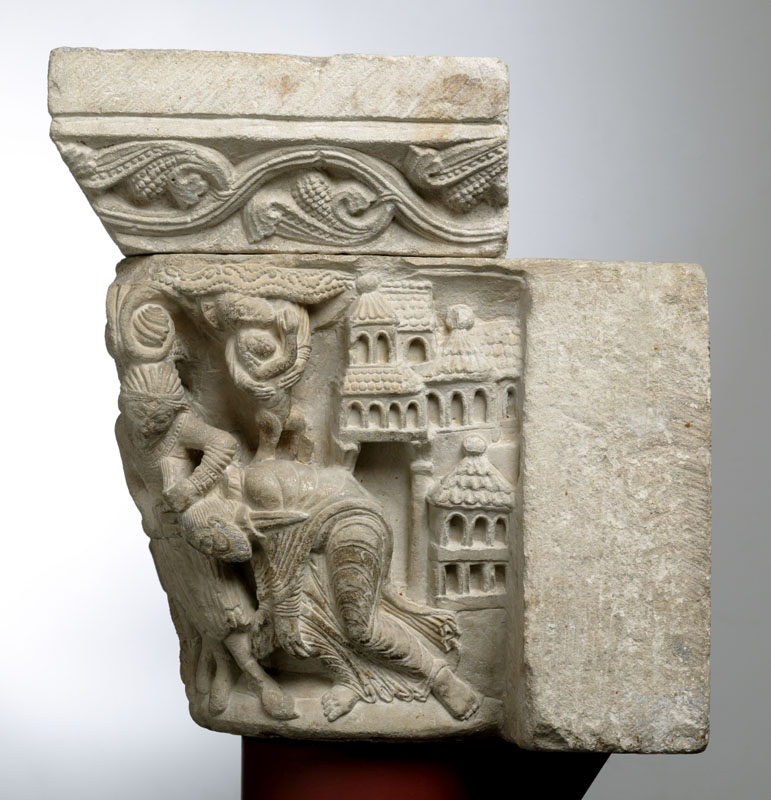
Capitel tallado por Gilabertus

La escultura se vio claramente influenciada por la manera de trabajar de los talleres tolosanos, sobre todo por el taller de Gilabertus de la catedral de Saint-Étienne de Toulouse y por los de la Daurade también en Toulouse. La intervención del taller de Gilabertus puede apreciarse especialmente en la fachada de la sala capitular de la citada catedral de Saint-Étienne y en Cataluña en los restos del claustro de la catedral de Santa María de Solsona (en Solsona, Lérida), que se ejecutaría durante el mandato de Bernat de Pampa (1161-1195), en cuyos relieves puede apreciarse un cierto movimiento en contraste con la rigidez propia del pleno románico.
Ramón de Bianya Fue un maestro escultor que pudo ser identificado gracias a las inscripciones de dos relieves funerarios. Trabajó en torno al año 1200, a caballo entre los dos siglos. Es el escultor representativo y de carácter internacional de esta época. Su ámbito de producción se desarrolló en la zona pirenaica y en el Rosellón. Sus obras principales son las dos laudas sepulcrales que se guardan en el claustro de la catedral de Santa Eulalia de Elna, otra que se guarda en la iglesia de Santa María de Arles y la portada de Monasterio de Sant Joan el Vell de Perpiñán. Su estilo puede verse con exactitud en los relieves de san Pedro y san Pablo en Anglesola (cerca de Lérida) y en la catedral Vieja leridana, incluso en la de Tarragona.